# 边缘鳞盖蕨
边缘鳞盖蕨（学名：Microlepia marginata）为碗蕨科鳞盖蕨属下的一个种。分布于江苏、安徽、江西、浙江、台湾、福建、广东、海南、广西、湖南、湖北、贵州、四川至云南东南部。生长在海拔300-1500米的林下或溪边。

## 扩展阅读
- 維基物種上的相關：边缘鳞盖蕨